# Cusio
Cusio je italská obec v oblasti Lombardie. Obec leží na úpatí hory Monte Avaro.

## Vývoj počtu obyvatel
Počet obyvatel